# If U Seek Amy
»If U Seek Amy« je pesem ameriške glasbenice Britney Spears z njenega šestega glasbenega albuma, Circus. Založba Jive Records jo je kot tretji singl z albuma izdala 13. marca 2009, za singl pa so jo izbrali oboževalci, ki so glasovali preko vprašalnika na uradni spletni strani Britney Spears. Pesem »If U Seek Amy« je napisal Max Martin, ki je napisal nekaj uspešnic z njenih prvih treh albumov. V pesmi Britney Spears išče žensko po imenu Amy v klubu in čeprav se zdi, da pesem govori tudi o seksu, so s slednjo pravzaprav želeli prikazati, kako javnost gleda na njeno življenje. Naslov pesmi se lahko zaradi iste izgovorjave intrepertira tudi kot »F-U-C-K me«, zaradi česar jo je veliko ljudi kritiziralo. Glasbeno je pesem »If U Seek Amy« pop pesem z elementi elektropopa ter velikim poudarkom na inštrumentih, kot sta sintetizator in boben.
Pesmi »If U Seek Amy« so glasbeni kritiki dodelili v glavnem pozitivne ocene, ki so hvalili samozavest v glasu Britney Spears in pesem označili za vrhunec albuma. Po izidu je veliko držav z angleško-govorečim prebivalcem pesem »If U Seek Amy« kritiziralo zaradi izgovorjave in Starševsko televizijsko društvo (Parents Television Council - PTS) je grozilo, da bodo vložili tožbo zaradi nespodobnosti proti vsem radijskim postajam, ki bodo pesem predvajale podnevi. V nekaterih državah so izdali preurejeno verzijo pesmi »If U See Amy«, vključno z radijskima postajama Clear in Austereo. Pesem »If U Seek Amy« je vseeno uživala v velikem moderatnem uspehu, saj je zasedla eno izmed prvih dvajsetih mest na avstralski, britanski, kanadski, irski, ameriški ter mnogih drugih lestvicah. S tem je postala njen tretji singl z albuma Circus, ki se je uvrstil med prvih dvajset pesmi na ameriški glasbeni lestvici.
Videospot za pesem »If U Seek Amy« se prične s parodijo na oddajo America's Newsroom ter njihovo novinarko, Megyn Kelly, nato pa prikaže Britney Spears po orgiji. Ob koncu se spremeni v konzervativno gospodinjo ter odpre vrata svoje hiše in skupaj z družino pozdravi paparazze, ki jih slikajo. Videospot je navdihnilo nekaj njenih prejšnjih videospotov, kot sta »...Baby One More Time« ter »Piece of Me«. Glasbeni kritiki so večkrat opazili podobnosti z njenimi prejšnjimi deli in videospot primerjali s filmom Široko zaprte oči (1999). S pesmijo »If U Seek Amy« je Britney Spears nastopila na turnejah The Circus Starring Britney Spears (2009) in Femme Fatale Tour (2011).

## Ozadje
Pesem je napisal in produciral Max Martin, ki je sodeloval tudi pri pisanju uspešnic Britney Spears z njenih prvih treh albumov, kot sta »…Baby One More Time« (1998) in »Oops!... I Did It Again« (2000). S to pesmijo sta prvič ponovno sodelovala po njenem tretjem albumu, Britney (2001). Pesem so posneli v studijih Conway in Sunset v Hollywoodu, Kalifornija. Spremljevalne vokale sta posnela Max Martin in Kinnda v studiu Maratone v Stockholmu, Švedska. Remix pesmi je posnel Serban Ghenea v studiu MixStar v Virginiji. 5. decembra 2008 je Britney Spears na svoji uradni spletni strani objavila vprašalnik, v katerem so lahko oboževalci med desetimi pesmimi izbirali pesem, ki bi jo izdali kot tretji singl z albuma Circus. 7. januarja 2007 so oznanili, da je z 26% vseh glasov največ glasov dobila pesem »If U Seek Amy«.

## Sestava
Pesem »If U Seek Amy« je pop pesem hitrega tempa z elementi elektropopa in z velikim poudarkom na sintetizatorju. Pesem ima dance ritem in vključuje veliko inštrumentov, kot so klaviatura, bobni, bas kitara, električna kitara ter druga tolkala. Po podatkih spletne strani musicnotes.com, ki je v lasti podjetja Hal Leonard Corporation, je pesem napisana v a-molu. Vokali Britney Spears se raztezajo od G3 do C5. Besedilo pesmi govori o Britney Spears, ki v klubu išče žensko po imenu Amy. Nekateri so menili, da je Amy pravzaprav njen alter ego. Po mnenju Poppy Cossins iz revije The Sun se refren pesmi sklada z »albumovim karnevalskim slogom«. Refren se prične s kiticami: »Obožujte me, sovražite me / Govorite o meni kar hočete« (»Love me, hate me / Say what you want about me«), s čimer so želeli povzeti fascinacijo javnosti z zasebnim življenjem Britney Spears. S tem Britney Spears prikažejo »kot objekt privlačnosti, pa tudi kot žrtev izživljanja drugih«. Po mnenju Neila McCormicka iz revije The Daily Telegraph je to kitico navdihnila javna podoba britanske pevke Amy Winehouse.

## Sprejem

### Sprejem kritikov
Pesmi so glasbeni kritiki dodelili v glavnem pozitivne ocene. Chris Williams iz revije Billboard je napisal, da je pesem »najboljše delo Maxa Martina in Britney Spears: topotanje na plesišču s sintetizatorjem iz pesmi, pevka pa zveni kot da ji je dovolj, da je vedno slabo dekle.« Novinarka revije Rolling Stone, Caryn Ganz, je napisala da je ta pesem ena izmed najboljših pesmi z albuma. Alexis Pretridis iz revije The Guardian je napisala, da je njena največja samozavest opazi pri refrenu pesmi, zaradi česar pesem resnično odstopa od ostalih »pomanjkljivih« pesmi z albuma. Joey Guerra iz revije The Houston Chronicle je napisala, da se v pesmi prikaže njena »bolj agresivna, isredotočena osebnost«, zaradi česar je pesem tudi po njegovem mnenju vrhunec albuma. Novinarka revije The Emory Wheel, Julia Cox, je pesem označila za »najmočnejšo in najbolj nenavadno pesem z albuma«. Ricardo Baca iz revije The Denver Post je pesem označil za najbolj fascinanto pesem z albuma in o zmedi zaradi izgovorjave naslova napisala: »Mislim, da je poceni in pametno, hkrati pa tudi precej zabavno. In zelo zabavno je to, na kar Britney Spears namiguje.« Kakorkoli že, nekateri pesmi tudi niso hvalili. Stephen Thomas Erlewine s spletne strani Allmusic je napisal, da je pesem »podobna delom Katy Perry, namenjenim telovadbi in komercialnosti, je najboljša in najslabša pesem z albuma.« Chris Willman iz revije Entertainment Weekly je pesem označil za »otročjo« in dodal, da bi bila »senzacija v osnovni šoli«. Tudi novinar revije The Independent je napisal pesmi dodelil negativno oceno: »'If You Seek Amy' je neumna: celotna pesem je samo izgovor za to, da Britney Spears poje nespodobne stvari, kar je poceni in sproži senziacionalno ogorčenje«. Novinar revije NME je pesem imenoval za eno izmed najbolj umazanih pesmi vseh časov.

### Sprejem javnosti
O kontroverznosti zaradi izgovorjave pesmi je 5. decembra 2008, po izidu albuma, prvič poročala avstralska spletna stran Undercover.com.au. Leonie Barsenbach, gospodinja iz Sydneyja, je dejala: »Bila sem osupla in popolnoma presenečena, ko sem svoja sedem- in petletna otroka slišala hoditi po hiši in peti: 'F-U-C-K' ... Ko sem ju vprašala, kaj je to, sta odvrnila, da je Britney Spears. Bila sem zgrožena. Kupila sem jima album Circus, na njem ni bilo nobenega opozorila ... Je zelo žaljivo. Počutila sem se prevarano.« Novinar revije Rolling Stone, Daniel Kreps, je branil Britney Spears, saj bi po njegovem mnenju starši morali poznati njene glasbene teme. Potem, ko so oznanili, da bo pesem izšla kot tretji singl z albuma, radijske postaje zaradi kontroverznosti niso bile prepričane, ali naj pesem predvajajo podnevi. Vodji postaj Z100 in KIIS-FM sta zadrego primerjala s težavami ob izidu singla »Don't Phunk with My Heart« glasbene skupine The Black Eyed Peas leta 2005, ko so »poslušalci menili, da druga beseda pomeni nekaj drugega, zaradi česar smo jo spremenili v 'mess'«. Patti Marshall, vodja radijske postaje Q102, je dejala: »Pesem lahko vključite na album in se pri tem zabavate, vendar je to last javnosti, veste? [...] Ne gre se za nas. Gre se za mamo v avtomobilu s svojim osemletnim otrokom.« Vodja postaje WFLZ, Tommy Chuck, je na svoji postaji predvajal predelano različico pesmi, kjer je besedo »seek« zamenjal s »see« in DJ-ji so pesem preimenovali v »If U See Amy«.
Kmalu po izidu je Starševsko televizijsko društvo (Parents Television Council - PTS) grozilo, da bodo vložili tožbo zaradi nespodobnosti proti vsem radijskim postajam, ki bodo pesem predvajale med šesto uro zjutraj ter deseto uro zvečer. Vodja organizacije PTC, Tim Winter je dejal, da »ni nobenega dvoma o pomenu besedila in zagotovo ne govori o dekletu po imenu Amy. Ena stvar je, da pesem s takšnim besedilom izdajo na CD-ju, da jo slišijo oboževalci, ki si jo želijo slišati, druga stvar pa je, da jo predvajajo na radijskih postajah, posebej v času, ko je precej verjetno, da jo poslušajo tudi otroci.« Spletna stran RBR.com je poročala, da je »zanimivo, da je večina medijev albumu Circus dodelila pozitivne ocene, druge organizacije, katerih naloga je pomagati staršem vzgajati otroke, pa ne. Menijo, da je album primeren za otroke nad trinajstim letom, vendar nikjer ne omenjajo pesmi 'If U Seek Amy'. Še bolj zanimivo je, da je vodja organizacije FCC, Julius Genachowski, ustanovitelj ene izmed teh organizacij.« Kasneje je PTC s tožbo pričel groziti še glasbenim kanalom na televiziji, ki so predvajali videospot pesmi; kakorkoli že, organizacija FCC nima nadzora nad kabelsko televizijo.
23. januarja 2009 je podpredsednik programiranja radijskih kanalov Clear, Tom Poleman, oznanil, da bodo na svojih kanalih predvajali preurejeno različico pesmi. Sharon Dastur iz radijske postaje Z100 je dodal, da je Britney Spears posnela drugačno različico pesmi za založbo Jive Records. David Hinckley iz revije Daily News je napisal, da je »kanal Clear tistega tedna za 9% zmanjšal svojo delovno silo, zaradi česar finančno ni v formi, da bi se prepiral z organizacijo, kot je FCC.« Na ameriških radijskih postajah so nazadnje izdali preurejeno verzijo pesmi, imenovano »If U See Amy«, kjer so vsepovsod besedo »seek« zamenjali z besedo »see«. Spremenjeno različico so maja tistega leta izdali tudi v Združenem kraljestvu. Pesmi za avstralsko izdajo niso preimenovali. Na radijski postaji Austereo Radio Network so pesem cenzurirali, na drugih postajah pa ne. Tako videospot kot mednarodna izdaja singla je ostala naslovljena kot »If U Seek Amy«.

## Dosežki na lestvicah
Po podatkih Nielsen SoundScana je pesem v prvih dveh tednih od izida albuma v Združene države Amerike digitalno prodala 107.000 izvodov. 11. aprila 2009 je pesem zasedla sedemnajsto mesto na lestvici Billboard Hot Digital Songs. 9. maja 2009 je pesem zasedla devetnajsto mesto na lestvici Billboard Hot 100, s čimer je album Circus postal prvi album Britney Spears, katere trije singli so zasedli eno izmed prvih dvajsetih mest na tej lestvici od njenega prvenca ...Baby One More Time (1999). Pesem »If U Seek Amy« je po podatkih Nielsen SoundScana v Združenih državah Amerike digitalno prodala več kot 1.175.000 kopij izvodov. Je njen sedmi najbolje prodajani singl v državi. Na kanadski glasbeni lestvici je pesem 20. decembra 2008 debitirala na oseminosemdesetem mestu. 14. februarja 2009 je padla na šestinosemdeseto mesto, 4. aprila tistega leta pa je na lestvici pesem zasedla svoje najvišje mesto, trinajsto.
Pesem »If U Seek Amy« je 16. februarja 2009 debitirala na devetinštiridesetem mestu avstralske glasbene lestvice, 30. marca pa je zasedla enajsto mesto lestvice. Za 35.000 prodanih kopij je pesem kasneje prejela zlato certifikacijo s strani organizacije Australian Recording Industry Association (ARIA). Pesem »If U Seek Amy« je 6. aprila 2009 zaradi dobre digitalne prodaje na britanski lestvici debitirala na petinštiridesetem mestu. Po fizični izdaji je 10. maja 2009 zasedla dvajseto mesto lestvice. Po podatkih podjetja The Official Charts Company je pesem v državi prodala 105.000 izvodov. Pesem »If U Seek Amy« je velik uspeh dosegla tudi drugod po svetu, saj je zasedla eno izmed prvih desetih mest na belgijski (valonski), francoski in turški lestvici ter eno izmed prvih dvajsetih mest na belgijski (flandrski), irski, novozelandski in švedski lestvici.

## Videospot

### Razvoj
Videospot za pesem »If U Seek Amy« so posneli 7. februarja 2009 v Pacific Palisadesu, Kalifornija. Videospot za pesem je režiral Jake Nava, ki je z Britney Spears sodeloval že pri snemanju videospota za pesem »My Prerogative«. Britney Spears je dejala, da so stil v videospotu navdihnila dela Davida Thomasa. Med prizori zabave nosi mrežaste nogavice ter črni steznik londonske oblikovalke spodnjega perila Bordelle z diamanti. Nosila je tudi čevlje znamke Christian Louboutin, ki jih niso predvajali do izida videospota. Ko je oblečena v gospodinjo, nosi blond lasuljo, svetlo rožnat pulover, belo krilo, ki ga je oblikoval Derek Lam, ter polo krilo znamke Lacoste. Videospot se je premierno predvajal 12. marca 2009 na uradni spletni strani podjetja Virgin Mobile ter na uradnih spletnih straneh Britney Spears.

### Zgodba
Videospot se prične z novinarko, ki pove naslov pesmi, nad njo pa se pojavi naslov »Besedilo pesmi Britney Spears naj bi bila zakrinkana obcestnost« (»Britney Spears song lyrics spell out obscenity in disguise«). To je pravzaprav parodija na novinarko Megyn Kelly oddaje America's Newsroom. Nato se prikaže prizor Britney Spears v hiši ob koncu orgije. Britney Spears, ki sedi na robu postelje, prične peti pesem, obkrožena z ljudmi, ki se oblačijo. Nato vstane in pogleda skozi okno. Ob koncu prvega verza s tal pobere par hlač, podobno kot v videospotu »Piece of Me«, ki je govoril o njenih zasebnih težavah. Nato s štirimi moškimi plesalci prične plesati ob prvem refrenu. Ob drugi kitici s štirimi ženskimi plesalkami, oblečenimi v navijaške uniforme, medtem pa jih opazujejo moški. Prizor zbledi in Britney Spears se spremeni v konzervativno gospodinjo iz petdesetih. Ko se prične drugi verz, vstopi iz svoje spalnice. Po stopnicah odide v spodnje nadstropje, pri čemer ji sledijo njeni spremljevalni plesalci in ena izmed žensk ji poda pladenj s pito. Nato odide do vrat in pridružijo se ji enako konzervativni mož ter otroka - deklica je oblečena v šolsko uniformo, kakršno je Britney Spears nastopila v videospotu za pesem »…Baby One More Time«. Ko odidejo na vrt, jih obkrožijo paparazzi, ki ne vedo, kaj se dogaja za zaprtimi vrati. Ko otroci in mož mahajo fotoaparatom, se Britney Spears nasmehne in jim pihne poljubček. Videospot se konča z novinarko, ki reče: »Vse skupaj nima smisla, kajne?«

### Sprejem
James Montgomery iz MTV-ja je napisal, da videospot uspe skombinirati elemente njenih prejšnjih videospotov, kot sta videospota za pesem »Everytime« ter »Stronger«. Označil ga je za »precej neverjetno združitev vseh Britneyjinih reči in njene celotne kariere do danes«. Novinar revije Rolling Stone, Daniel Kreps, je videospot primerjal s filmom Široko zaprte oči (1999) in dodal: »Ta videospot bi morda lahko bil prvi videospot Britney Spears, ki je moralno podoben internetnim idejam, videospot, ki ne zveni tako kot originalna pesem in vizualno izgleda enkratno.« Chris Johnson iz revije Daily Mail je stil ameriške gospodinje v videospotu primerjal z njeno reklamo za Pepsi iz leta 2001. Leah Greenblatt iz revije Entertainment Weekly je dejala, da je »na nek način težko verjeti, da je pravi pomen pesmi kakorkoli povezan s preteklostjo, videospot sam pa je precej krotek … Skoraj žalosten.« Njeno frizuro na koncu videospota je novinarka primerjala s frizuro Marilyn Monroe.

## Nastopi v živo
Britney Spears je s pesmijo »If U Seek Amy« leta 2009 nastopila na turneji The Circus Starring Britney Spears. Po nastopu s pesmijo »Boys« z njenega tretjega albuma, Britney, je Britney Spears s svojimi moškimi plesalci izvedla vojaško vajo, ki se je končala s tem, da si je oblekla brezrokavnik iz umetnega krzna ter pričela izvajati točko »If U Seek Amy«. Na koncu je Britney Spears na plan privlekla rožnato kladivo. Jerry Shriver iz revije USA Today je o prvem koncertu turneje napisal: »Singl 'If U Seek Amy' je zasenčilo gromozansko rjovenje gneče, ki še bolj zarjovi takrat, ko Britney Spears strese svoje dolge lase.« Craig Rosen iz revije The Hollywood Reporter je komentiral: »Glasbenica, ki se je že od začetka, ko je nastopala v škandalozni šolski uniformi, soočala z besom staršev, nadaljuje z uporabo šokantnih reči. Njeno zadnje delo, 'If U Seek Amy' [...] je eno izmed teh, zaradi česar pa so njeni mlajši oboževalci naravnost zgroženi.«
Pesem »If U Seek Amy« je Britney Spears leta 2011 izvedla na turneji Femme Fatale Tour. Britney Spears se je na odru pojavila po nastopu s pesmijo »Lace and Leather« je, oblečena v belo krilo, nastopila z različico pesmi z več elementi jazza. Med nastopom je stala nad oboževalci, kar naj bi navdihnil ikonski prizor z Marilyn Monroe v filmu Sedem let skomin (1955). Ozadje za njo je prikazovalo prizor iz črno-bele kriminalke iz štiridesetih, zraven pa so prikazovali barvne fotografije. Rick Florino iz revije Artistdirect je napisal: »Zaobljubljena detektivu stare šole in himne, primerne za stadione je Britney Spears s tem koncertom naredila nekaj, česar ni sposobna nobena druga pop zvezdnica in tudi za Britney je to prvič.« Nicki Escudero iz revije Phoenix New Times je dejala, da je bilo »lepo« slišati remixe njenih starih uspešnic, kot je »'If You Seek Amy' z elementi jazza, severnovzhodna verzija pesmi 'Boys' in hitrejša verzija singla 'Toxic'«.

## Seznam verzij
| - Ameriški promocijski CD 1 1. »If U Seek Amy« (radijska verzija) — 3:37 2. »If U Seek Amy« — 3:36 3. »If U Seek Amy« (inštrumentalno) — 3:30 4. »If U Seek Amy« (remix Acapella) — 3:36 5. »If U Seek Amy« (umazani remix Acapella) — 3:37 - Ameriški promocijski CD 2 1. »If U See Amy« (ameriška radijska verzija) — 3:20 - Britanski/avstralski CD s singlom 1. »If U Seek Amy« — 3:37 2. »Circus« (radijski remixJoeja Bermudeza) — 3:43 - Evropski/Azijski maksi CD 1. »If U Seek Amy« — 3:38 2. »If U Seek Amy« (radijski remix Bimba Jonesa) — 2:57 3. »If U Seek Amy« (Crookersov remix) — 4:29 4. »If U Seek Amy« (U-Ternov remix) — 6:10 5. »If U Seek Amy« (videospot) | - Digitalni EP - Remixi 1. »If U See Amy« (Crookersov remix) — 4:29 2. »If U Seek Amy« (funk klubski remix Mikea Rizza) — 7:52 3. »If U Seek Amy« (Weirdov klubski remix) — 5:15 4. »If U Seek Amy« (remix Juniorja Vasqueza) — 9:43 5. »If U Seek Amy« (U-Ternov remix) — 6:10 6. »If U Seek Amy« (klubski remix Douga Graysona) — 5:18 - Dodatek k albumu The Singles Collection 1. »If U Seek Amy« — 3:38 2. »If U Seek Amy« (Crookersov remix) — 4:29 |

## Ostali ustvarjalci
- Vokali: Britney Spears
- Tekstopisci: Max Martin, Shellback, Savan Kotecha in Alexander Kronlund
- Producent: Max Martin
- Mešanje: Serban Ghenea
- Urejanje dodatkov: John Hanes
- Programiranje: Shellback in Max Martin
- Spremljevalni vokali: Britney Spears, Kinnda in Max Martin

## Dosežki in certifikacije

### Dosežki
| Lestvica                                                | Dosežek |
| ------------------------------------------------------- | ------- |
| Avstralija (ARIA)                                       | 11      |
| Avstrija (Ö3 Austria Top 40)                            | 34      |
| Belgija (Flandrija; Ultratop 50)                        | 16      |
| Belgija (Valonija; Ultratop 40)                         | 8       |
| Brazilija (Billboard Hot 100)                           | 4       |
| Brazilija (Billboard Hot Pop Songs)                     | 7       |
| Kanada (Canadian Hot 100)                               | 13      |
| Danska (Tracklisten)                                    | 23      |
| Francija (SNEP)                                         | 11      |
| Nemčija (Media Control Charts)                          | 36      |
| Madžarska (Mahasz)                                      | 38      |
| Nova Zelandija (RIANZ)                                  | 17      |
| Švedska (Sverigetopplistan)                             | 13      |
| Švica (Media Control Charts)                            | 61      |
| Združeno kraljestvo (UK Singles Chart)                  | 20      |
| Združene države Amerike (Billboard Hot 100              | 19      |
| Združene države Amerike (Billboard Hot Dance Club Play) | 16      |
| Združene države Amerike (Billboard Pop Songs)           | 8       |

|

### Lestvice ob koncu leta
| Lestvice (2009)                             | Dosežek |
| ------------------------------------------- | ------- |
| Avstralija (ARIA)                           | 97      |
| Belgija (Valonija; Ultratop 40)             | 65      |
| Kanada (Canadian Hot 100)                   | 68      |
| Združeno kraljestvo (UK Singles Chart)      | 172     |
| Združene države Amerike (Billboard Hot 100) | 74      |

|}

## Zgodovina izidov
| Država           | Datum          | Format           |
| ---------------- | -------------- | ---------------- |
| Avstralija       | 13. marec 2009 | Digitalno        |
| Italija          | 13. marec 2009 | Digital download |
| Velika Britanija | 4. maj 2009    | CD, digitalno    |
| Nemčija          | 29. maj 2009   | CD, digitalno    |